# Asociación Irlandesa de Fútbol
La Asociación Irlandesa de Fútbol (en inglés: Irish Football Association; IFA) es el ente organizador del fútbol en Irlanda del Norte. No debe confundirse con la Asociación de Fútbol de Irlanda  (FAI), que es el cuerpo organizador en la República de Irlanda. La IFA gestiona la NIFL Premiership, la Copa de Irlanda del Norte y la Copa de la Liga de Irlanda del Norte.

## Historia

### Fundación
La IFA se formó en 1880 por clubes de fútbol en el área de Belfast como el cuerpo organizador para el deporte por toda Irlanda. Fue convocada una reunión por el Cliftonville FC a otros clubes de fútbol que seguían las reglas propuestas por la Scottish Football Association (SFA). En esa reunión, el 18 de noviembre de ese año, formaron la IFA. Es la cuarta asociación nacional de fútbol más antigua del mundo (después de la de Inglaterra, Escocia y Gales). La primera decisión que tomaron fue formar una copa anual similar a las competiciones de la Copa de Inglaterra y la Copa de Escocia, llamada Copa de Irlanda del Norte. Dos años después, Irlanda jugó su primer partido internacional contra Inglaterra, perdiendo 13-0 (que permanece como récord para ambos equipos).

### Escisión norte-sur

Emblema original de la IFA.

Poco después de la partición de Irlanda, en 1921, la Football Association of Ireland (conocida en 1923-26 como la Football Association of the Irish Free State (FAIFS) fue creada para regular el juego en lo que sería el Estado Libre Irlandés (ahora la República de Irlanda). Aquellos detrás de la FAI creían que el fútbol debía estar regulado por una federación con sede en la capital del Estado Libre, Dublín. Los partidarios de la IFA argumentaban que la federación debía tener su sede donde se practicaba principalmente: Ulster y su ciudad principal, Belfast. Ambas federaciones reivindicaban representar toda la isla y ambas compitieron como Irlanda y ambas eligieron jugadores de las dos ligas rivales, que también se separaron en ese tiempo.
Las intervenciones de la FIFA favorecieron eficazmente a la FAI dándole los derechos de organización de jure sobre los 26 condados de la República. Desde los años 1950 hacia adelante la IFA no reivindicó más ser la federación para toda Irlanda. En 1960 la asociación se trasladó a su ubicación actual en la Avenida Windsor en el sur de Belfast, en un edificio ocupado tiempo atrás por Thomas Andrews. 
La IFA reguló el deporte en Irlanda del Norte, y todos los resultados obtenidos por la selección nacional irlandesa y los récords en la Irish Football League y la competición de copa quedaron como récords de Irlanda del Norte. Por tanto, en esencia, la IFA como cuerpo organizador de Irlanda del Norte es una continuación directa de la IFA como cuerpo organizador de toda Irlanda.
Junto con las otras asociaciones Home Nations (la Federación Inglesa de Fútbol, la Asociación Escocesa de Fútbol, y la Asociación de Fútbol de Gales), la IFA forma parte de la International Football Association Board, que es responsable de la reglas de juego. La IFA continúa siendo responsable por la Selección de fútbol de Irlanda del Norte.
En septiembre de 2006, Lars-Christer Olsson, director ejecutivo de la UEFA, fue citado previendo que la IFA y la FAI serían los anfitriones del Campeonato europeo sub-21 de 2011.
En enero de 2007 el ministro de Asuntos Exteriores irlandés Dermot Ahern fue citado diciendo que le gustaría ver la IFA y la FAI unidas y presentando un equipo para toda la isla.
La Northern Ireland Women's Football Association (NIWFA) es el brazo de fútbol femenino de la IFA. Dirige una Copa femenina, una Liga femenina y la Selección de fútbol femenina de Irlanda del Norte.

## Presidentes
- 1880–1889 Lord Spencer Chichester
- 1889–1909 Marquis of Londonderry
- 1909–1912 Alexander H. Thompson
- 1912–1914 Hugh Hegan
- 1914–1945 Sir James McIlmunn Wilton
- 1945–1948 Austin Donnelly
- 1948–1957 Frederick J. Cochrane
- 1957–1958 Joseph MacBride
- 1958–1994 Harry Cavan
- 1995 Sammy Walker
- 1995–2007 Jim Boyce
- 2007–2010 Raymond Kennedy
- 2010– Jim Shaw[3]